# Station Landshut
Station Landshut, in de Duitse taal officieel genaamd: Landshut (Bay) Hauptbahnhof, is een spoorwegstation in Duitsland, in de deelstaat Beieren, in de gemeente Landshut. Het ligt op 393 meter hoogte boven NN, en ten noorden van het huidige stadscentrum.

## Verbindingen
Het station ligt aan de volgende spoorlijnen:

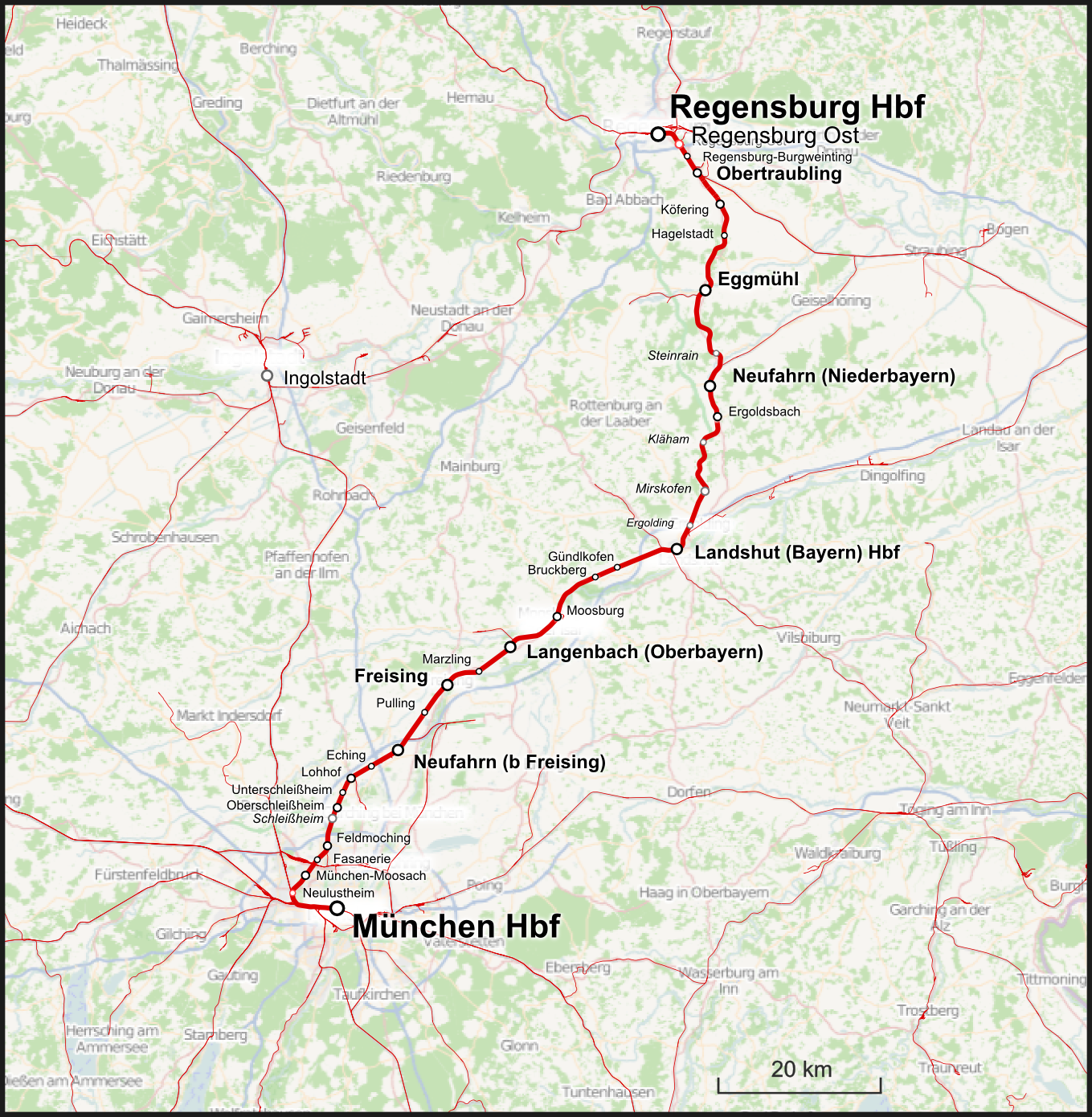
Kaart spoorlijn München - Regensburg
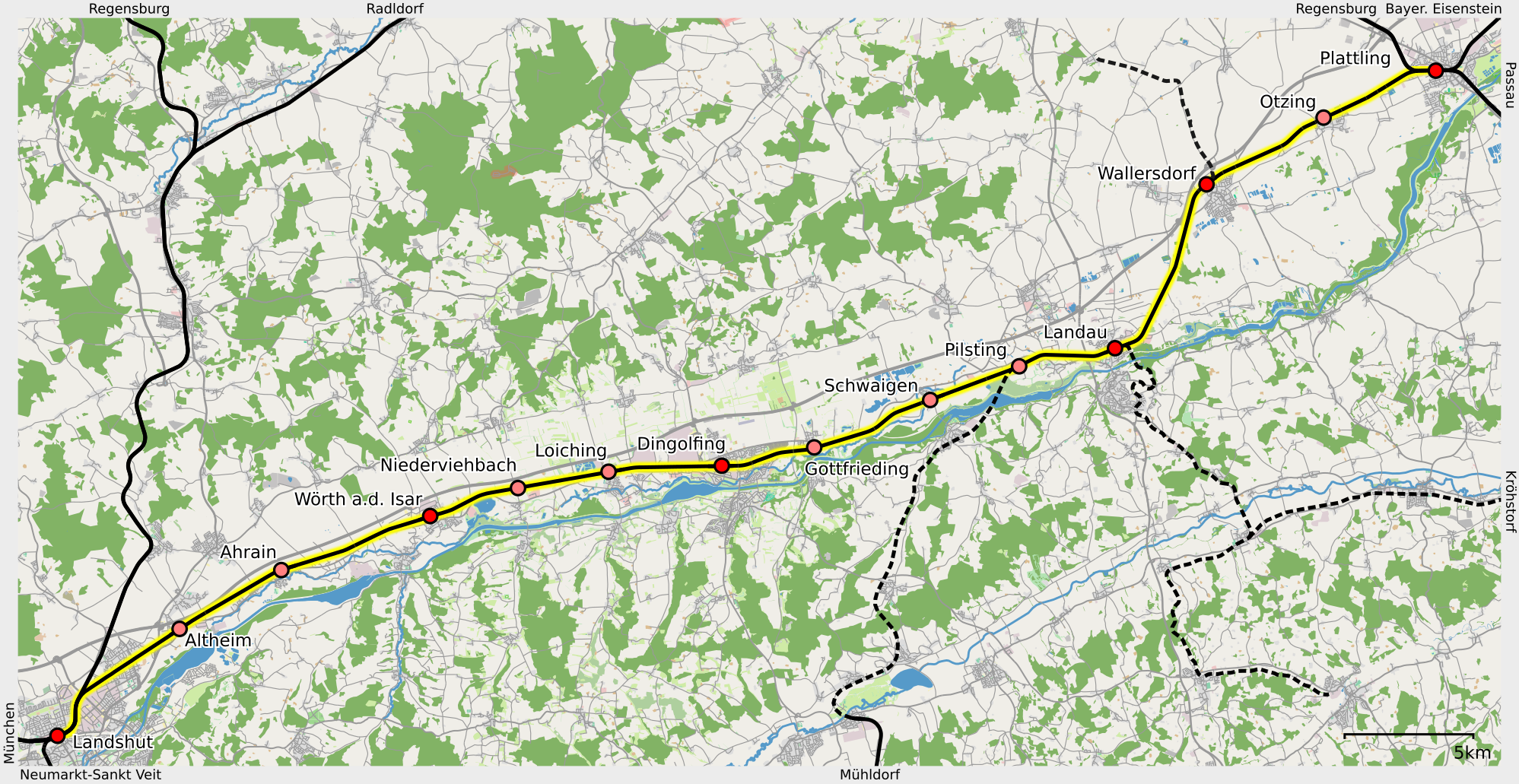
Kaart spoorlijn Landshut - Plattling
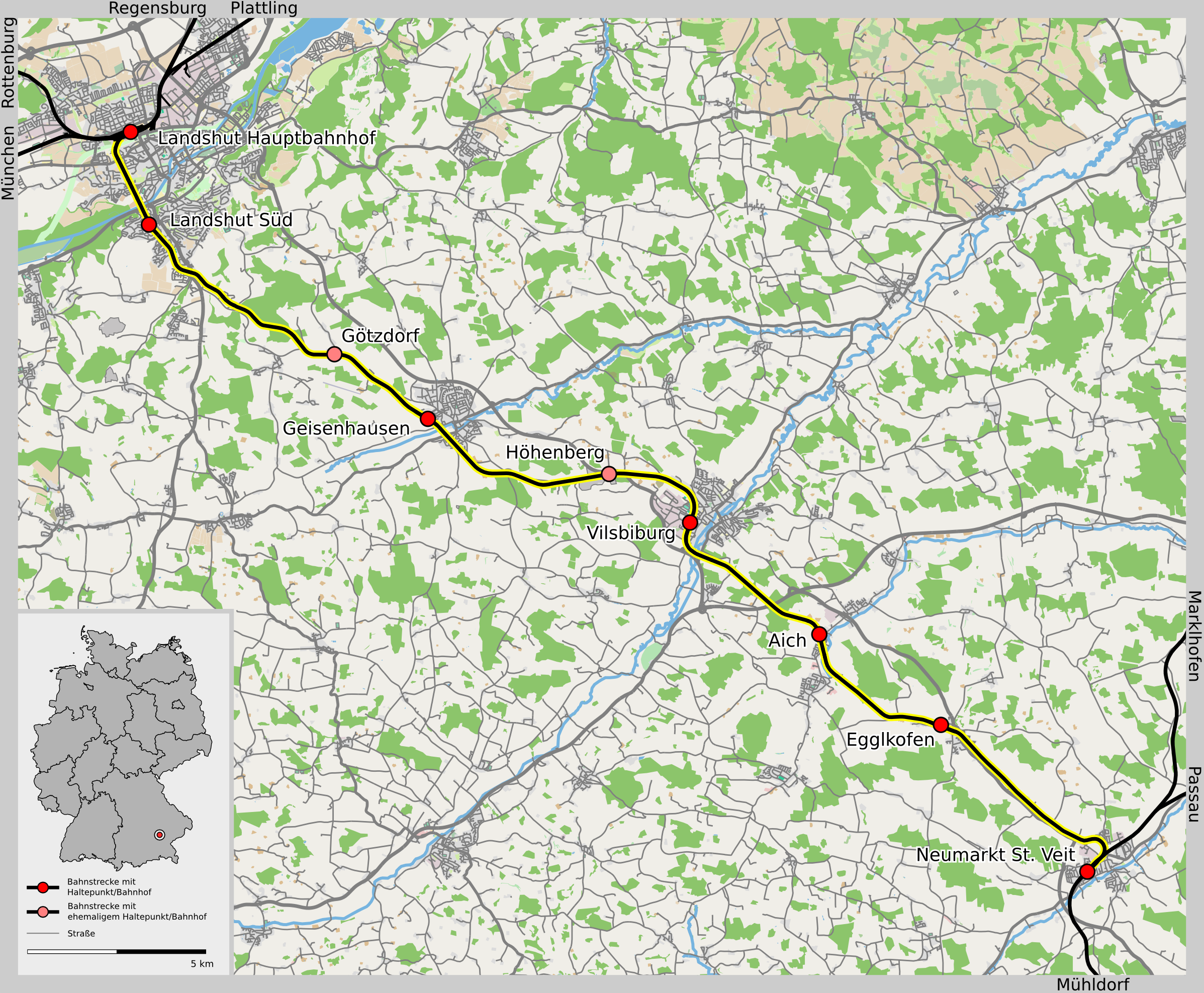
Kaart spoorlijn Neumarkt-Sankt Veit - Landshut
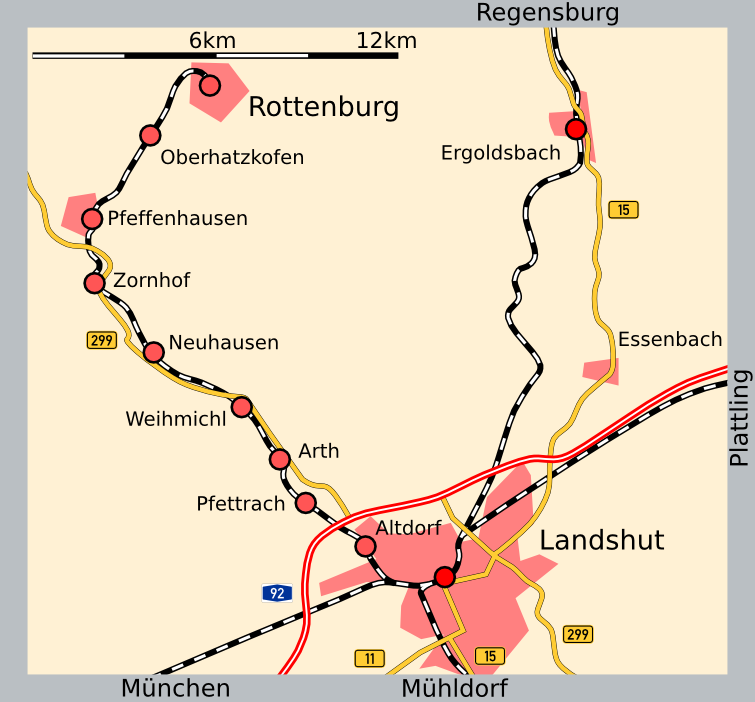
Kaart opgeheven spoorlijn Landshut - Rottenburg an der Laaber

- Spoorlijn München - Regensburg
- Spoorlijn Landshut - Plattling (met aldaar overstapmogelijkheid naar Passau Hbf)
- Spoorlijn Neumarkt-Sankt Veit - Landshut
- Spoorlijn Landshut - Rottenburg an der Laaber (buiten gebruik)[1]

De meeste treinen, die Landshut (Bay) Hauptbahnhof aandoen, zijn stoptreinen met een frequentie van één trein in beide richtingen per uur, in de daluren eens per twee uur.

## Geschiedenis

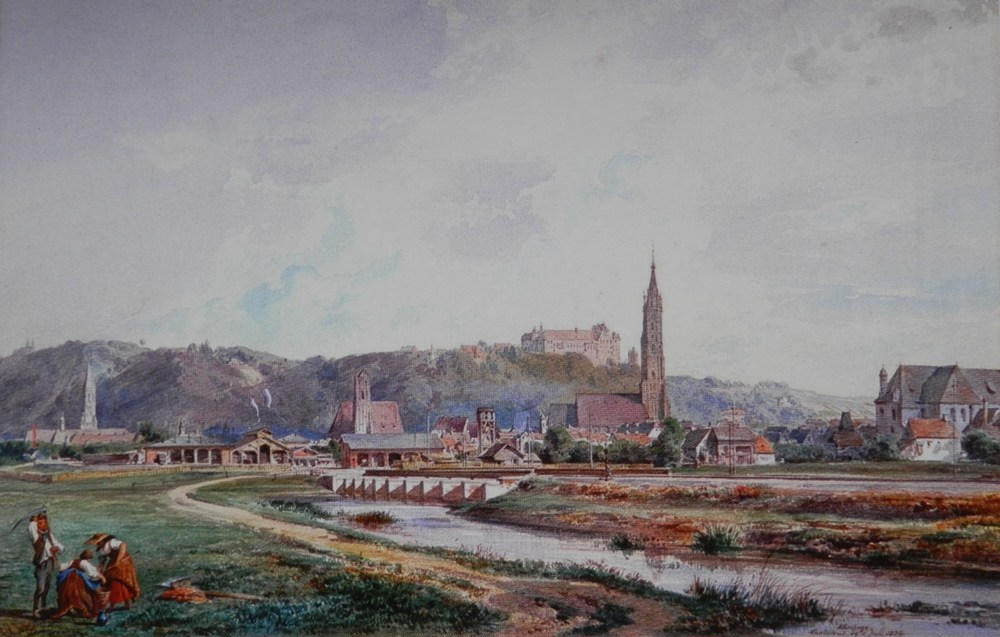
Schilderij door Albert Emil Kirchner (1813-1885) uit 1859 Gezicht op Landshut. Links is het oude station te zien.
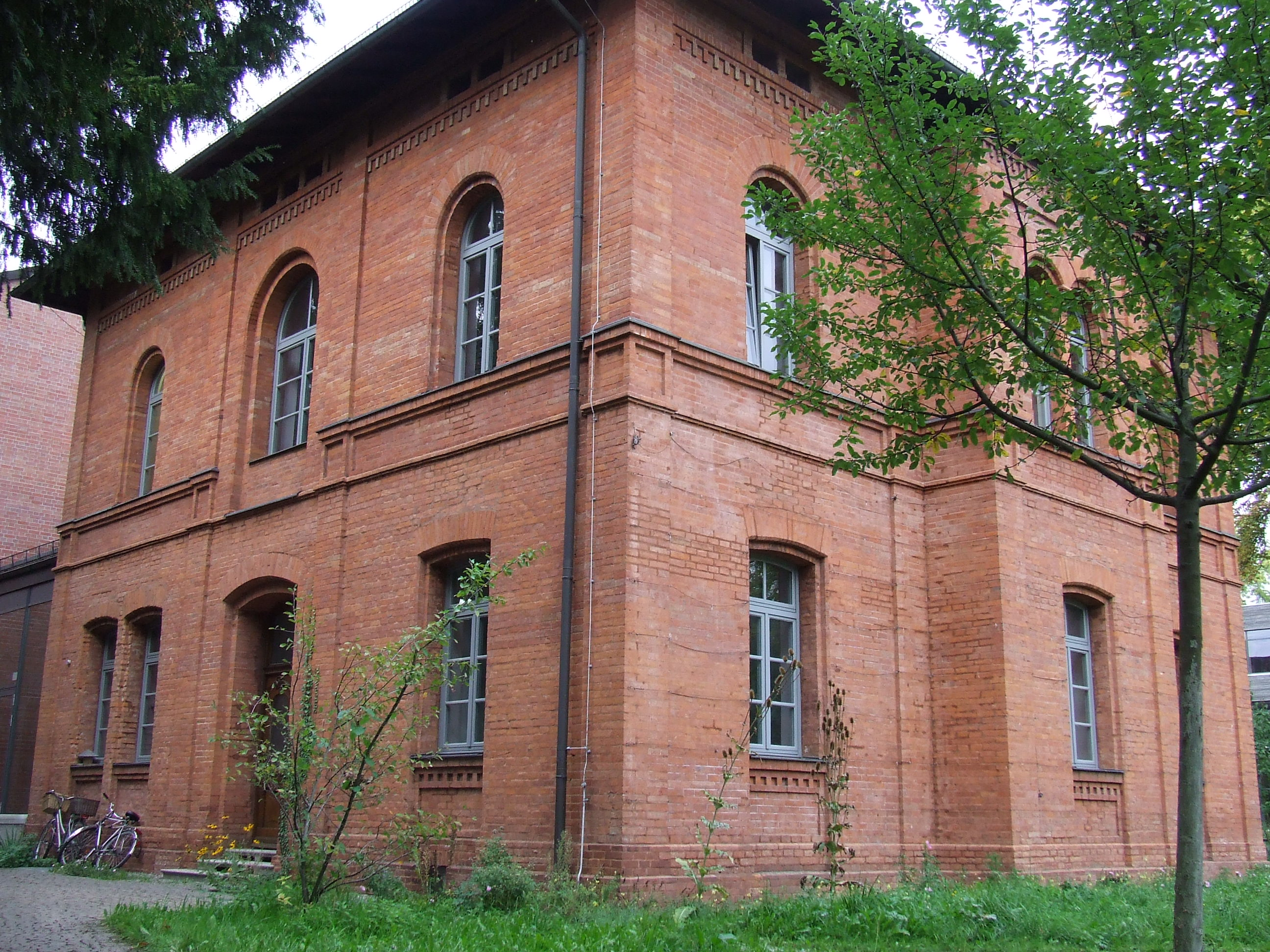
Het oude station

In 1857 werd de spoorlijn München-Regensburg v.v. geopend. Landshut kreeg aan deze lijn een station, dat op een andere plek lag dan het huidige, en in 1880 om logistieke redenen werd gesloten; de spoorlijn en het station werden verplaatst naar de huidige locatie. Het oude stationsgebouw is blijven staan. In 1880 respectievelijk 1883 werden de spoorverbindingen naar Plattling en Neumarkt-Sankt Veit geopend.
Elektrificatie van de spoorlijnen, waaraan het station ligt, vond plaats tussen oktober 1925 en 1927.
In maart 1945, tijdens de Tweede Wereldoorlog, werd het station met het omliggende emplacement verwoest door een geallieerde luchtaanval. De herbouw van Landshut (Bay) Hauptbahnhof was in 1954 voltooid.
Van 1913 tot 1954 was het station ook eindpunt van een door Landshut rijdende elektrische tram; van 1948 tot 1966 reden er ter vervanging van de trams trolleybussen door de stad.